# عقوبة الإعدام في الإمارات العربية المتحدة
تعدُّ عقوبة الإعدام عقوبةً قانونيةً في دولة الإمارات العربية المتحدة؛ فبموجبِ القانون الإماراتي يُمكن تنفيذُ عقوبة الإعدام في حقّ من ارتكبَ بعض الجرائم المُحدّدة وعادةً ما يتمُّ تنفيذ الإعدام عبر الرمي بالرصاصِ أو الشنق أو حتّى الرجم. يتضمَّنُ القانون الإماراتي عددًا من الجرائم التي ينصُّ فيها بإعدامِ مرتكبيها مع أن الحالات قد تختلفُ من واحدةٍ لأخرى. عمومًا هذه قائمة الجرائم التي قد تودي بمرتكبها في دولة الإمارات إلى الإعدام:
- خيانة الوطن
- التجسس
- القتل العمد
- التحريض على الانتحار
  - الإحراق المُتعمِّد الذي يؤدّي إلى الوفاة
  - الاعتداءات الجسيمة التي تتسبّبُ في الموت
- استيراد مواد نووية
- الخيانة الزوجيّة
- الردة
  - ازدراء الدين
- شهادة الزور التي تتسبَّبُ في «الإعدام الخاطئ»
- الاغتصاب
- السرقة بالإكراه
- الاختطاف
- الإرهاب
- اللواط
- المثلية الجنسية
- تهريب المخدرات
- الانضمام إلى تنظيم الدولة الإسلامية (داعش)

## حالات بارزة
- أثارت العامِلة الفلبينيّة سارة بالاباجان عام 1995 الكثير من الجدل حينما حُكم عليها بالإعدام بتهمة قتل ربّ عملها في منزله بمدينة العين؛ رغم أنها أكدت مرارًا وتكرارًا بأنها قتلتهُ فقط للدفاع عن نفسها بعد أن حاول اغتصابها. بعد إقرار الحكم في جلسة استثنائية؛ نظَّم العشرات عددًا من حملات الاحتجاج الدوليّة لمساندة سارة؛ وهو ما دفعَ رئيس دولة الإمارات العربية المتحدة إلى التدخل بنفسهِ في القضيّة من أجلِ منع تنفيذ العقوبة قبل أن يتمَّ ترحيلها إلى بلدها بعدما خُفّف الحكم الذي صدر في حقّها سابقًا.[8]

- في شباط/فبراير 2011؛ تم تنفيذ حكم الإعدام رمياً بالرصاص على راشد ربيع الراشدي الذي تم إدانته بالقتل العمد مع سبق الإصرار المقترن بجريمة اللواط بالإكراه في حق الطفل موسى بختيار البالغ 4 سنوات، كما وعرفت القضية باسم (طفل العيد) نظراً لوقوعها في صباح يوم عيد الأضحى لعام 1430 هجري. [9]

- في حزيران/يونيو 2015؛ حكمت المحكمة الاتحاديّة العُليا على سيّدة إماراتية تُدعى آلاء بدر الهاشمي بعقوبة الإعدام وذلك بعد إدانتها في عمليّة قتل مدرسة أمريكيّة تُدعى إيبوليا ريان وزرع قنبلة يدوية في منزل طبيبٍ مصري-أمريكي في أبو ظبي. يُنسب لآلاء ارتكابها الجريمة في كانون الأول/ديسمبر 2014؛ وقد نُفذ حكم الإعدام في حقّها فجر الـ 13 من تمّوز/يوليو 2015؛[10] وهو الأمر الذي أثار ضجةً أيضًا بالنظرِ إلى الإطار الزمني القصير الذي طُويت فيه القضيّة.

- في 23 تشرين الثاني/نوفمبر 2017؛ أعدمت السلطات الإماراتيّة رجلًا يُدعى نضال عيسى عبد الله وذلك بعد إدانته في جريمة اغتصاب وقتل صبيّ يُدعى عبيدة ويبلغُ من العمر ثماني سنوات في القضيّة التي يعودُ تاريخها إلى أيّار/مايو من عام 2016.[11]